# Contract for difference
Een contract for difference (CFD) is een contract tussen twee partijen, meestal omschreven als de "koper" en de "verkoper", waar de verkoper het verschil (difference) betaalt tussen de waarde van een onderliggend product bij aankoop en bij verkoop. Wanneer dit verschil negatief is betaalt de koper aan de verkoper.
CFD's zijn financiële derivaten waarmee beleggers makkelijk kunnen inspelen op koersen die omhoog gaan (long gaan) en koersen die dalen (short gaan). Beleggers kunnen met CFD's beleggen met meerdere onderliggende waarden zoals aandelen, indices, grondstoffen en buitenlandse valuta. De handelaar wordt bij CFD's nooit zelf eigenaar van de onderliggende waarde.

## Geschiedenis
CFD's werden begin jaren 1990 ontwikkeld als hefboomproduct. De uitvinding van de CFD wordt toegekend aan Jon Wood en Brian Keelan. De CFD werd aan het begin vooral gebruikt door hedgefondsen en institutionele beleggers, maar later ook door particuliere beleggers. CFD's zijn verkrijgbaar in het Verenigd Koninkrijk, Hong Kong, Nederland, Polen, Portugal, Duitsland, Zwitserland, Italië, Singapore, Zuid-Afrika, Australië, Canada, Nieuw-Zeeland, Zweden, Noorwegen, Frankrijk, Ierland, Japan en Spanje. In de Verenigde Staten zijn CFD's verboden.

## Handelen
CFD's worden verhandeld tussen individuele beleggers en CFD-aanbieders. Er zijn geen standaardcontracten; elke CFD-aanbieder bepaalt zelf de voorwaarden al zijn er overeenkomsten tussen de verschillende aanbieders. Vanwege het ontbreken van standaardcontracten hebben de CFD's geen beursnotering en de belegger heeft altijd de CFD-aanbieder als tegenpartij. Het verschil tussen de opening en sluiting van het CFD-contract wordt contant afgerekend en er is geen uiterste datum.
CFD's zijn hefboomproducten, dus er wordt gehandeld met een marge. De belegger hoeft dus niet zelf de gehele onderliggende waarde te financieren, maar slechts een klein deel. Deze margin wordt op een beleggingsrekening gestort en de aanbieder van het CFD-contract mag zich, wanneer de koers van de onderliggende waarde zich ongunstig ontwikkelt, dit geld toe-eigenen. Verder kan de belegger verplicht worden extra geld te storten op de beleggingsrekening, de zogenaamde margin call. Deze vorm van handelen brengt risico's met zich mee waar winsten en verliezen hard kunnen gaan.

### Voorbeeld hefboomwerking
Een belegger wil met CFD's een belegging aangaan in index XYZ. De index staat op het moment van afsluiten op 250. De belegger gaat een contract (long) à 100 stuks aan waarbij in dit voorbeeld wordt afgezien van kosten. De belegger betaalt op het moment van afsluiten van het contract de kosten en is verplicht een margin aan te houden. Als de margin verplichting 10% is dan moet de belegger 2500 (10% van de onderliggende waarde van 25.000) storten op een beleggingsrekening.
- Als de index stijgt naar 275 (+10%) dan maakt de belegger een winst van 25 per stuk. Op de 100 contracten is de totale winst 2500 en de belegger ontvangt dit verschil van de tegenpartij in contanten.
- Als de index met eenzelfde percentage zakt naar 225, dan is er een verlies en betaalt de belegger 2500 in contanten aan de tegenpartij.

De winst of het verlies in dit voorbeeld is 100% van de initiële margin betaling, waarbij de hefboomwerking van de belegging in CFD's duidelijk wordt geïllustreerd.

## Kosten
De CFD-aanbieder berekent een aantal kosten bij het handelen van CFD's. Over het algemeen bestaan deze kosten uit de spread, commissie en overnight-rente. De spread is het verschil tussen de bied- en laatprijs en soms commissie, een vergoeding, aan de CFD-aanbieder voor de bemiddeling. Wanneer een belegger een CFD-positie 's nachts aanhoudt, dient hij rente te betalen. Deze rente is vaak gebaseerd op LIBOR. De kosten van CFD's liggen over het algemeen lager dan bij andere hefboomproducten.

## Risicobeheer
Door de hefboom kan het bij CFD's hard gaan met de winsten en verliezen. CFD-aanbieders kunnen mogelijkheden bieden tot risicobeheer. Zo maken beleggers bij CFD's gebruik van de gegarandeerde stop waarmee men absoluut uitgestopt wordt op een gekozen punt mocht de markt zich tegen keren. Bij deze gegarandeerde stop zal de markt niet nog even doorbewegen, zoals dat bij gewone stops wel kan gebeuren. Bij de gegarandeerde stop wordt de positie absoluut op het door de belegger uitgekozen punt uitgestopt en treedt er geen slippage op. Naast deze gegarandeerde stop heeft de CFD nog meer risicomanagementmiddelen zoals de gewone stop loss, de trailing stop en de limiet.

## CFD's tegenover andere hefboomproducten
CFD's hebben overeenkomsten met andere hefboomproducten, maar ook duidelijke verschillen. Met CFD's kan gebruik worden gemaakt van een gegarandeerde stop en dat hebben andere hefboomproducten niet. Bij CFD's handelen beleggers 24 uur per dag indices, hierdoor kunnen zij voor- en nabeurs al posities inleggen. Andere hefboomproducten zoals Turbo's en Sprinters zitten vast aan de openingstijden van de beurzen. Veel beleggers noemen de prijsvorming van CFD's transparanter. De CFD loopt één op één met de onderliggende waarde. Zo is de prijs van de AEX bijvoorbeeld ook de prijs van de CFD op deze index.